# جائزة بريطانيا الكبرى 1994
جائزة بريطانيا الكبرى 1994 هو سباق فورمولا 1 أقيم بتاريخ 10 يوليو 1994 في حلبة سلفرستون، سيلفرستون، إنجلترا. كان الثامن من أصل 16 في بطولة العالم لسباقات الفورمولا واحد موسم 1994. حلّ البريطاني دايمون هيل أولا بينما جاء الفرنسي جان إليزي في المركز الثاني وحصل على المركز الثالث الفنلندي ميكا هاكينن.

## الترتيب النهائي
| الترتيب | السائق        | النقاط |
| ------- | ------------- | ------ |
| 1       | مايكل شوماخر  | 66     |
| 2       | دامون هيل     | 39     |
| 3       | جان إليزي     | 19     |
| 4       | غيرهارد بيرغر | 17     |
| 5       | روبنز باركيلو | 10     |
| المصدر: |               |        |